# Le origini
Le origini är det första samlingsalbumet av den italienska musikgruppen Modà. Det gavs ut den 26 oktober 2010 och innehåller 17 låtar.

## Låtlista
| Nr  | Titel                            | Längd |
| --- | -------------------------------- | ----- |
| 1.  | Volevo dirti                     | 3:46  |
| 2.  | Ti amo veramente                 | 3:25  |
| 3.  | Il branco                        | 3:46  |
| 4.  | Dimmi che non hai paura          | 4:11  |
| 5.  | Il sogno di una bambola          | 4:54  |
| 6.  | Nuvole di rock                   | 4:59  |
| 7.  | Uomo diverso                     | 3:27  |
| 8.  | Riesci ad innamorarmi            | 3:39  |
| 9.  | Sogno nel cassetto               | 4:19  |
| 10. | Ora vai                          | 4:12  |
| 11. | Padre astratto                   | 3:22  |
| 12. | Mentre sogni                     | 4:03  |
| 13. | Dimmi che non hai paura (Live)   | 3:55  |
| 14. | Il branco (Live)                 | 3:56  |
| 15. | Nuvole di rock (Live)            | 4:56  |
| 16. | Ti amo veramente (Acoustic)      | 3:53  |
| 17. | Riesci ad innamorarmi (Acoustic) | 3:49  |

Spår 13, 14 och 15 är liveversioner medan spår 16 och 17 är akustiska versioner.

## Listplaceringar
| Lista   | Topplacering |
| ------- | ------------ |
| Italien | 13           |